# Capela dos Médici

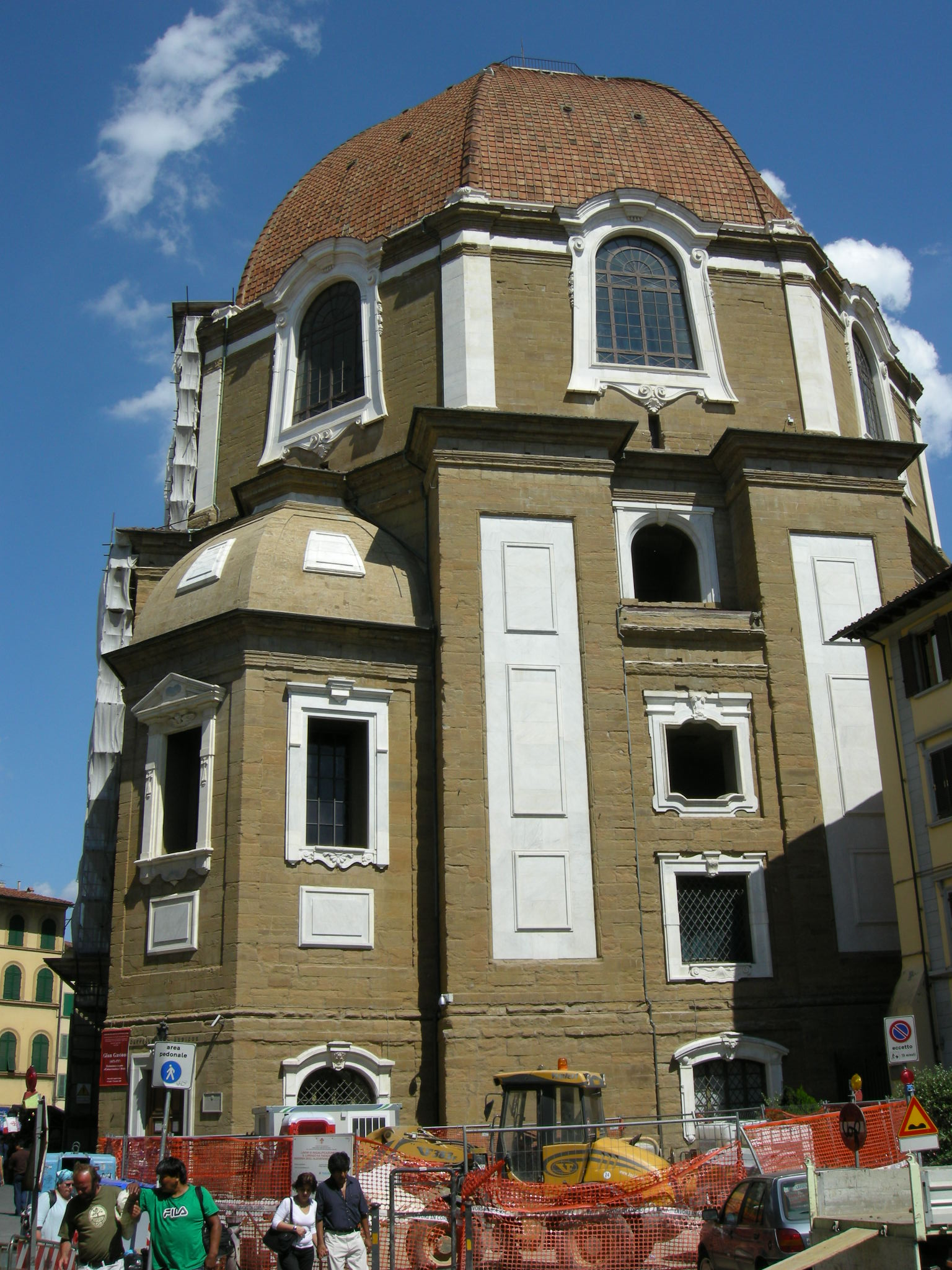
Capela dos principes

A Capela dos Médici (Cappelle medicee, em italiano) localiza-se no interior da Basílica de São Lourenço, em Florença, Itália. Foi construída pela Família Médici durante a Renascença e atualmente compreende duas construções: a Sacristia Nova (concebida por Michelangelo) e a Capella dei Principi (Capela dos Príncipes). É considerada um dos mais importantes prédios religiosos da Toscana.

## A Sacristia Nova
Foi idealizada pelo Cardeal Júlio de Médici, o futuro Papa Clemente VII, para ser a sepultura pessoal de sua família. O então cardeal confiou a ideia a um dos maiores artistas do Renascimento, Michelangelo Buonarroti.

## Capela dos Príncipes
É uma capela octogonal coberta pela grande cúpula de São Lourenço. Primeiramente imaginada por Cosmo I da Toscana, foi projetada por Matteo Nigetti a pedido de Fernando I.